# 男性气质

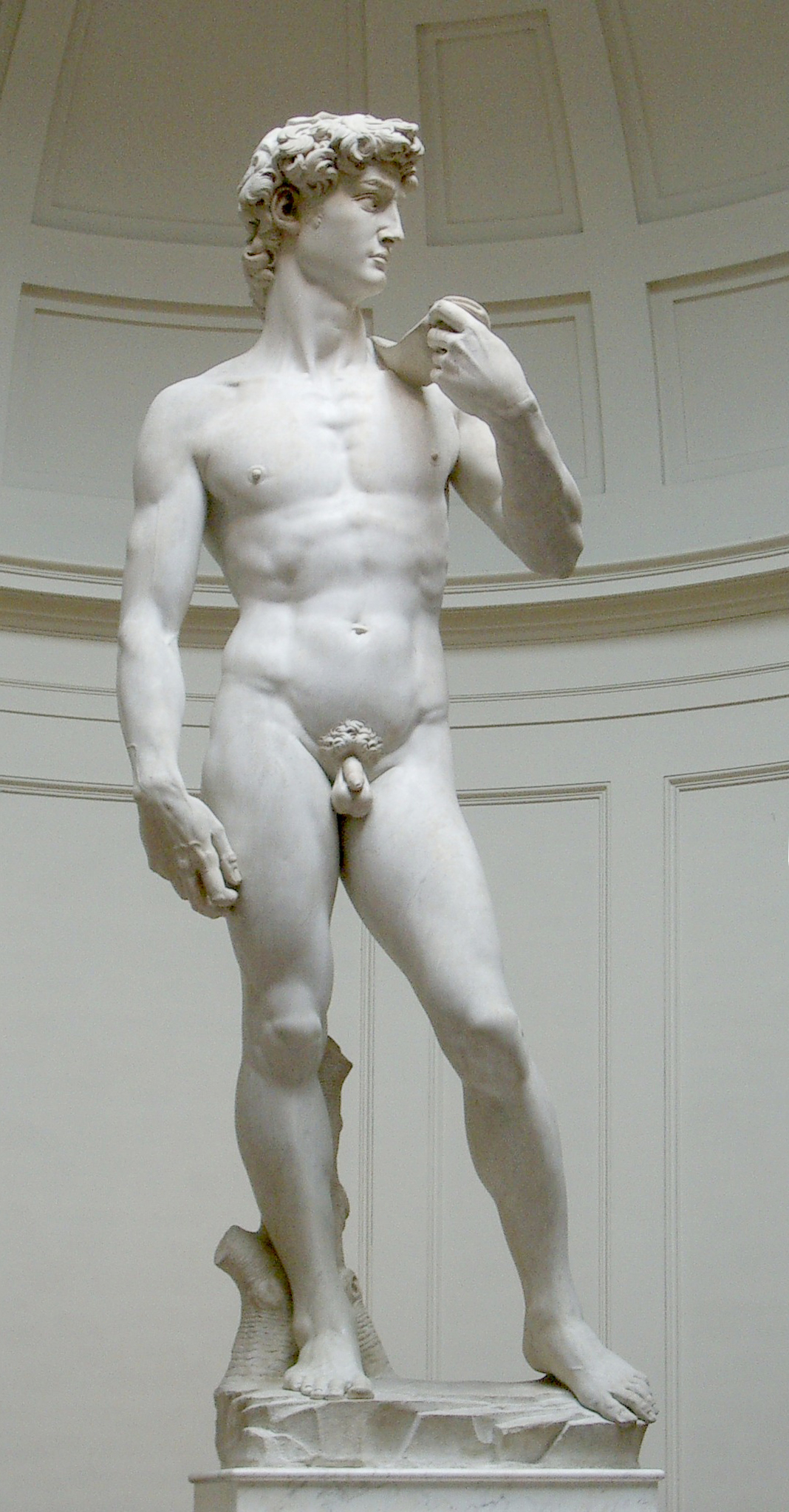
米開朗基羅的《大衛像》常被人為是西方男子氣的典型代表

男性气质（Masculinity，Manliness或Manhood），也称作男子氣概、男性化或男人味，是指通常与男性相关的一组特质、行为和角色。男性气质包括生理决定的因素和社会决定的因素，故男性气质与人体解剖学上的男性不同
，男性和女性都可能表现出男性化特质和行为。既有男性气质又有女性气质的人称为双性性格。
传统上，男性化特质包括勇氣、独立和自信，尽管男性气质受到诸多社会和文化因素的影响，在不同的地方和环境会有所变化。 
过度强调男性自尊和力量（通常与不计后果和责任相联系）称为大男子主義。

## 概念

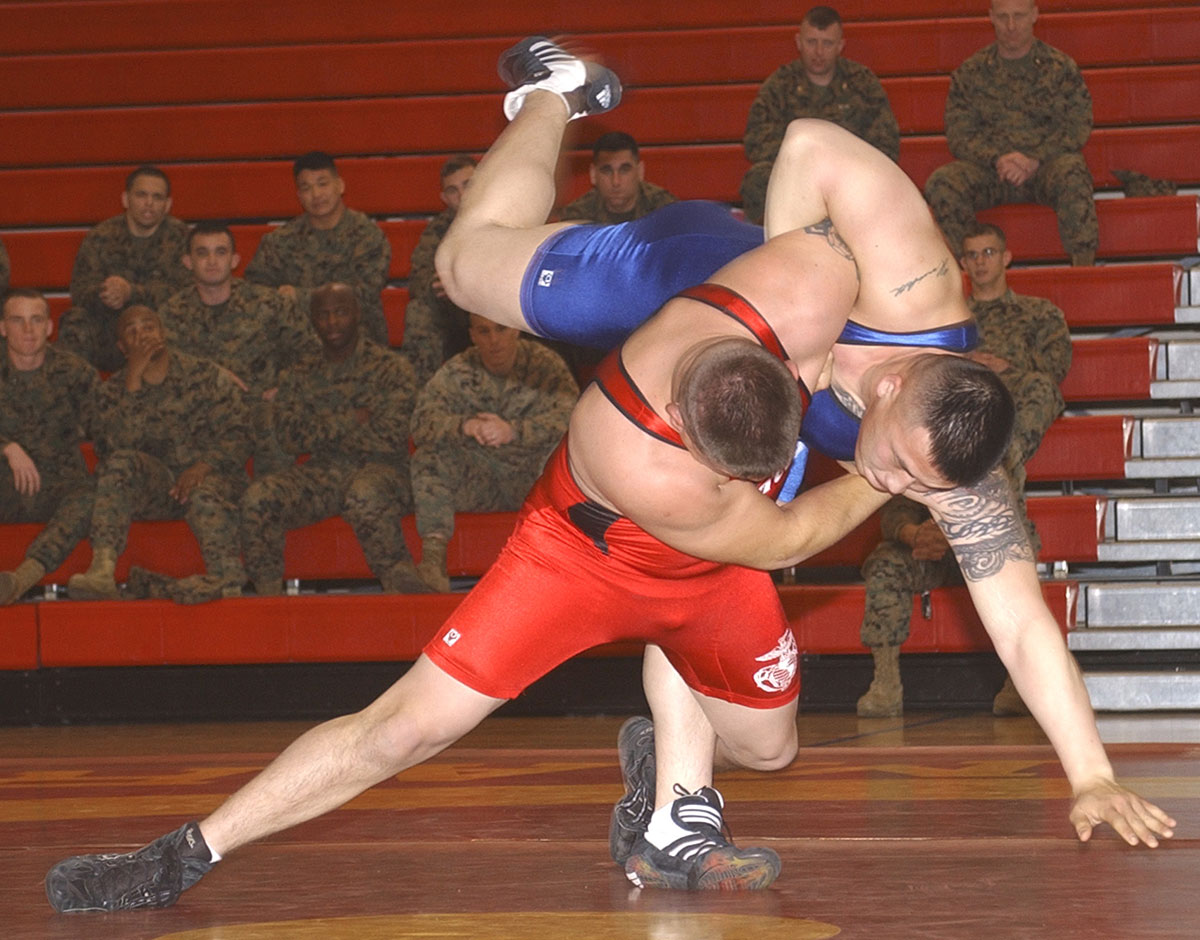
大多數時候摔跤被當做一種男性化的運動

男性化並沒有一個清晰的、可以舉世通用的概念，但許多文化中都有“男性化”概念或成見，比如勇氣、自立、自信、強壯與領導力等。 雷溫·康奈爾將傳統的男性氣質定義為“霸权男性气概”，在一些文化中，這是社會普遍認識中男性所應該具有的氣質。尤其是在父系社會中，這可以被當做男性統治權的保障，從而使得女性處於從屬地位。

## 延伸閱讀
- Beynon, John. . . Philadelphia: Open University Press. 2002: 75–97. ISBN 978-0-335-19988-4.
- Reeser, Todd W. . Malden, MA: Wiley-Blackwell. 2010. ISBN 978-1-4051-6859-5.
- Connell, R.W. . . Berkeley and Los Angeles, California: Polity. 2001. ISBN 978-0-520-24698-0.
- Levine, Martin P. (1998). Gay Macho. New York: New York University Press. ISBN 0-8147-4694-2.
- Stibbe, Arran. (2004). "Health and the Social Construction of Masculinity in Men's Health Magazine." Men and Masculinities; 7 (1) July, pp. 31–51.
- Strate, Lance "Beer Commercials: A Manual on Masculinity" Men's Lives Kimmel, Michael S. and Messner, Michael A. ed. Allyn and Bacon. Boston, London: 2001

## 外部連結
- 男性化研究資料 （页面存档备份，存于）